# Eupholus bennetti
Eupholus bennetti is een keversoort uit de familie snuitkevers (Curculionidae).

## Kenmerken
Het lichaam van deze zwarte kever heeft een fraaie helderblauwe tekening.

## Verspreiding en leefgebied
Deze soort komt voor in Zuidoost-Azië en Papoea-Nieuw-Guinea.